# Bagarius yarrelli
Гунч(Bagarius yarrelli) — вид лучепёрых рыб рода Багарии (Bagarius) семейства Багариевые (Sisoridae).

## Описание
Вырастает до 2 м, вес до 175 кг, зубы острые, голова в форме приплюснутого овала, окраска серо-зелёная. Взрослые сомы с 5 лет совершают сезонные нерестовые миграции, когда реки мутнеют. 
Питается в основном креветками и некоторыми рыбами с меньшим количеством насекомых или детрита.

## Распространение
Встречается в Юго-Восточной Азии. Обитает в Индии, Непале, Бангладеше
Обычно населяет большие речные русла с сильным течением.

## Взаимодействия с человеком
Занесён в Красную книгу.